# Ladoga japonica
Ladoga japonica är en fjärilsart som beskrevs av Ménétriés. Ladoga japonica ingår i släktet Ladoga och familjen praktfjärilar. Inga underarter finns listade i Catalogue of Life.